# 狭小露齿螺
狭小露齿螺（学名：Ringicula kurodai）为露齿螺科露齿螺属的动物。

## 分佈及棲息地
分布于日本以及中国大陆的海南等地，属于暖水性种类。其常见于潮间带-潮下带水深10米处。